# Cimolais

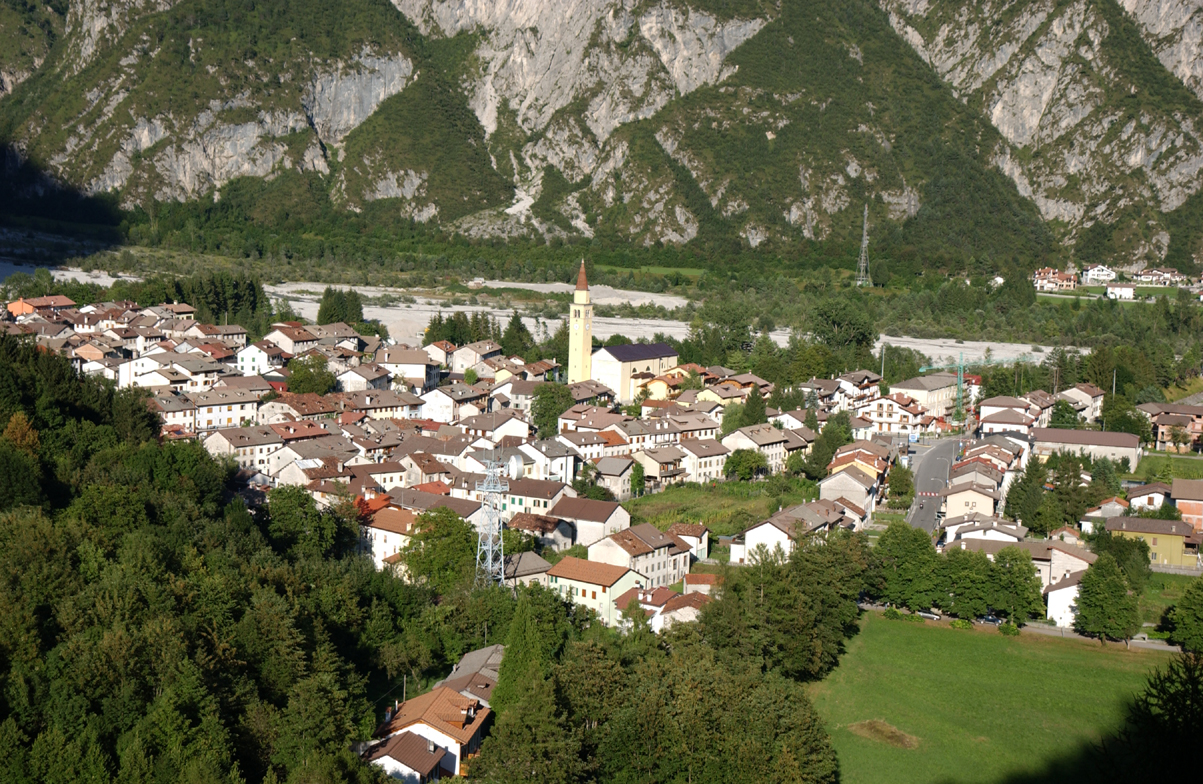
Cimolais (2004)

Die Gemeinde Cimolais liegt in Nordost-Italien in der Region Friaul-Julisch Venetien. Sie liegt nördlich von Pordenone und hat 349 Einwohner (Stand 31. Dezember 2023).
Die Gemeinde umfasst neben dem Hauptort Arba eine weitere Ortschaft: San Floriano (furlanisch: San Florean).
Die Gemeinde hat eine Fläche von 101 km². Nordwestlich von Cimolais befinden sich die beiden höchsten Berge der Friauler Dolomiten, Monte Duranno und Cima dei Preti.

## Nachbargemeinden
Nachbargemeinden sind Claut, Domegge di Cadore (BL), Erto e Casso, Forni di Sopra, Perarolo di Cadore (BL) und Pieve di Cadore (BL).